# Toéghin (département)
Pour les articles homonymes, voir Toéghin.
Cet article concerne le département et la communr rurale. Pour le village chef-lieu, voir Toéghin (Toéghin).
Toéghin est un département et une commune rurale de la province du Kourwéogo, situé dans la région du Plateau-Central au Burkina Faso.

## Géographie

### Démographie
- En 2003, le département comptait 17 276 habitants estimés[2].
- En 2006, le département comptait 16 500 habitants recensés[3].
- En 2019, le département comptait 22 138 habitants recensés[1].

## Administration

### Chef-lieu et préfecture
Le village de Toéghin est le chef-lieu du département, administrativement dirigé par un préfet nommé par le gouvernement pour représenter localement l’État burkinabé. Sous l’autorité du haut-commissaire de la province et du gouverneur de la région, il organise les services déconcentrés de l’État, il prend en charge la gestion des espaces ruraux non urbanisés qui ne sont pas encore de compétence communale, ainsi que la concertation avec les autres collectivités voisine de la province ou la région, notamment pour les infrastructures et la protection de l'environnement et de la sécurité publique.
| Période | Période  | Identité | Fonction précédente | Observation |
| ------- | -------- | -------- | ------------------- | ----------- |
|         | En cours |          |                     |             |

### Mairie
| Période                                  | Période | Identité | Étiquette | Qualité |
| ---------------------------------------- | ------- | -------- | --------- | ------- |
|                                          |         |          |           |         |
| Les données manquantes sont à compléter. |         |          |           |         |

### Villages
Le département et la commune rurale de Toéghin est administrativement composé de dix-huit villages, dont le village chef-lieu homonyme (données de population consolidées en 2012 et issues du recensement général de 2006) :
- Bendogo (858 habitants)
- Doanghin (720 habitants)
- Douré (687 habitants)
- Gogsé (484 habitants)
- Gourpila (890 habitants)
- Imkouka (587 habitants)
- Kangré (354 habitants)
- Listenga (822 habitants)
- Moetenga (896 habitants)
- Nahartenga (1 559 habitants)
- Sandogo (550 habitants)
- Sotenga (415 habitants)
- Tanghin (629 habitants)
- Toéghin (3 999 habitants), chef-lieu
- Toussougtenga (417 habitants)
- Youbga (379 habitants)
- Zéguédéghin (1 494 habitants)
- Zipélin (661 habitants)